# Merced Grove
Pour les articles homonymes, voir Merced.
Le Merced Grove est un bosquet d'une vingtaine de séquoias géants dans le comté de Mariposa, en Californie. Il est protégé au sein du parc national de Yosemite.
Outre des arbres remarquables, on trouve dans le Merced Grove une station de rangers construite en 1934-1935 et inscrite au Registre national des lieux historiques depuis le 15 juin 1978, la Merced Grove Ranger Station.